# Зоологический музей Биолого-почвенного института НАН Кыргызстана
Зоологический музей Биолого-почвенного института НАН Кыргызстана — старейший и самый крупный музей Кыргызстана.

## История
30 мая 1926 года был основан Центральный музей краеведения, директором которого был назначен Саул Абрамзон. В 1943 году краеведческий музей разделился на музей Природы и Исторический музей. В 1946 году музей Природы преобразовали в Зоологический музей и передали его Кыргызскому филиалу Академии наук, директором был Дементьев Д. П. Затем музей возглавляли Токтосунов А., Узакбаев К., Эсенбеков А., Торопов С., Калтаев Т., Еремченко В., Касиев С. В данное время музей возглавляет Федорова С. Ж.
В 2004 году Зоологический музей был вынужден покинуть здание Дома дружбы народов, занимаемое им с момента постройки в 1926 году, и переехать в здание Центральной научной библиотеки НАН Кыргызстана по адресу: г. Бишкек, проспект Чуй, 265. В результате переезда коллекции музея утратили значительное число живых экспонатов.